# Марпінген
Марпінген  (нім. Marpingen) — громада в Німеччині, знаходиться в землі Саар. Входить до складу району Занкт-Вендель.
Площа — 39,68 км2. Населення становить 9962 ос. (станом на 31 грудня 2021).